# Yo! Bum Rush the Show
Yo! Bum Rush the Show — дебютний студійний альбом американського хіп-хоп гурту Public Enemy, представлений 26 січня 1987 року лейблом Def Jam.
Альбом досяг № 125 у чарті Billboard 200 та № 28 у Top R&B/Hip-Hop Albums. Журнал NME, на основі свого опитування критиків, назва цей альбом найкращим альбомом 1987 року. У 2003 році альбом посів 497 сходинку у Списку 500 найкращих альбомів усіх часів за версією журналу Rolling Stone.

## Список композицій
| #     | Назва                                   | Тривалість |
| ----- | --------------------------------------- | ---------- |
| 1.    | «You're Gonna Get Yours»                | 4:04       |
| 2.    | «Sophisticated Bitch»                   | 4:31       |
| 3.    | «Miuzi Weighs a Ton»                    | 5:43       |
| 4.    | «Timebomb»                              | 2:54       |
| 5.    | «Too Much Posse»                        | 2:25       |
| 6.    | «Rightstarter (Message to a Black Man)» | 3:49       |
| 7.    | «Public Enemy No. 1»                    | 4:40       |
| 8.    | «M.P.E.»                                | 3:44       |
| 9.    | «Yo! Bum Rush the Snow»                 | 4:25       |
| 10.   | «Raise the Roof»                        | 5:19       |
| 11.   | «Megablast»                             | 2:50       |
| 12.   | «Terminator X Speaks With His Hand»     | 2:13       |
| 46:44 |                                         |            |